# (1314) Paula
(1314) Paula – planetoida z pasa głównego asteroid okrążająca Słońce w ciągu 3 lat i 175 dni w średniej odległości 2,3 au. Została odkryta 16 września 1933 roku w Observatoire Royal de Belgique w Uccle przez Sylvaina Arenda. Nazwa planetoidy pochodzi od imienia żony odkrywcy. Przed nadaniem nazwy planetoida nosiła oznaczenie tymczasowe (1314) 1933 SC.